# Brandberg (Namibie)
Brandberg je horský masiv v Namibii v jižním Damarlandu v regionu Erongo. Jeho vrcholem je Königstein (2573 m n. m.), který je zároveň nejvyšším bodem v zemi. Na úpatí hory se nachází městečko Uis, ve kterém býval cínový důl, jenž byl zavřen, čímž místní obyvatelstvo přišlo o hlavní zdroj příjmů a hlavní obživou je dnes turistika, především návštěvníci, směřující k vrcholu Königstein nebo k prehistorickým skalním malbám. Cesta k nim vede malebným horským údolím s rozmanitou flórou a faunou. V období dešťů bývá údolí zaplaveno.

## Skalní malby
Původně khoi-sanské (křovácké) obyvatelstvo obývalo celý jih Afriky, ale později bylo vytlačováno především bantuskými kmeny a později bělochy, takže dnes můžeme nalézt tyto lidi pouze v omezených regionech Jihoafrické republiky a Namibie. Jejich předci zde však zanechali na mnoha místech nástěnné malby (slavné jsou např. malby v JAR nedaleko Sloní řeky). Velké množství (na 50 000) prehistorických maleb se nacházejí i v jeskyních na úbočí hory Brandberg. Německý grafik a prehistorický badatel Harald Pager, který působil v jižní Africe, zde na 879 místech zdokumentoval 45 000 kreseb. Jejich nejbohatší část nalezneme na severovýchodních svazích v Tsabib Ravine. Nejznámější je lokalita zvaná White Lady - mezi evidentně černými lidmi je zde zobrazena žena bílé barvy pleti. Její původ je nejasný, populární jsou například teorie o kontaktu se starověkými středomořskými kulturami.[zdroj?]

## Fotografie

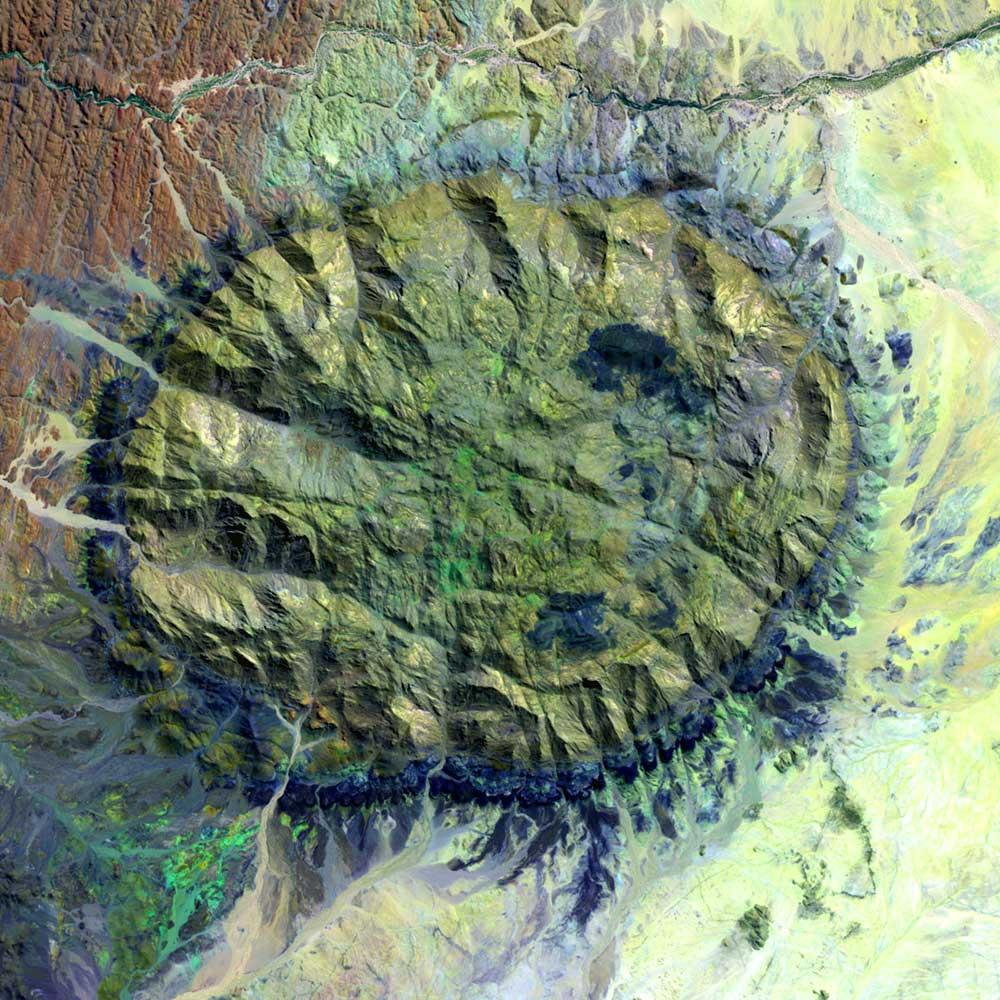
Z družice Landsat
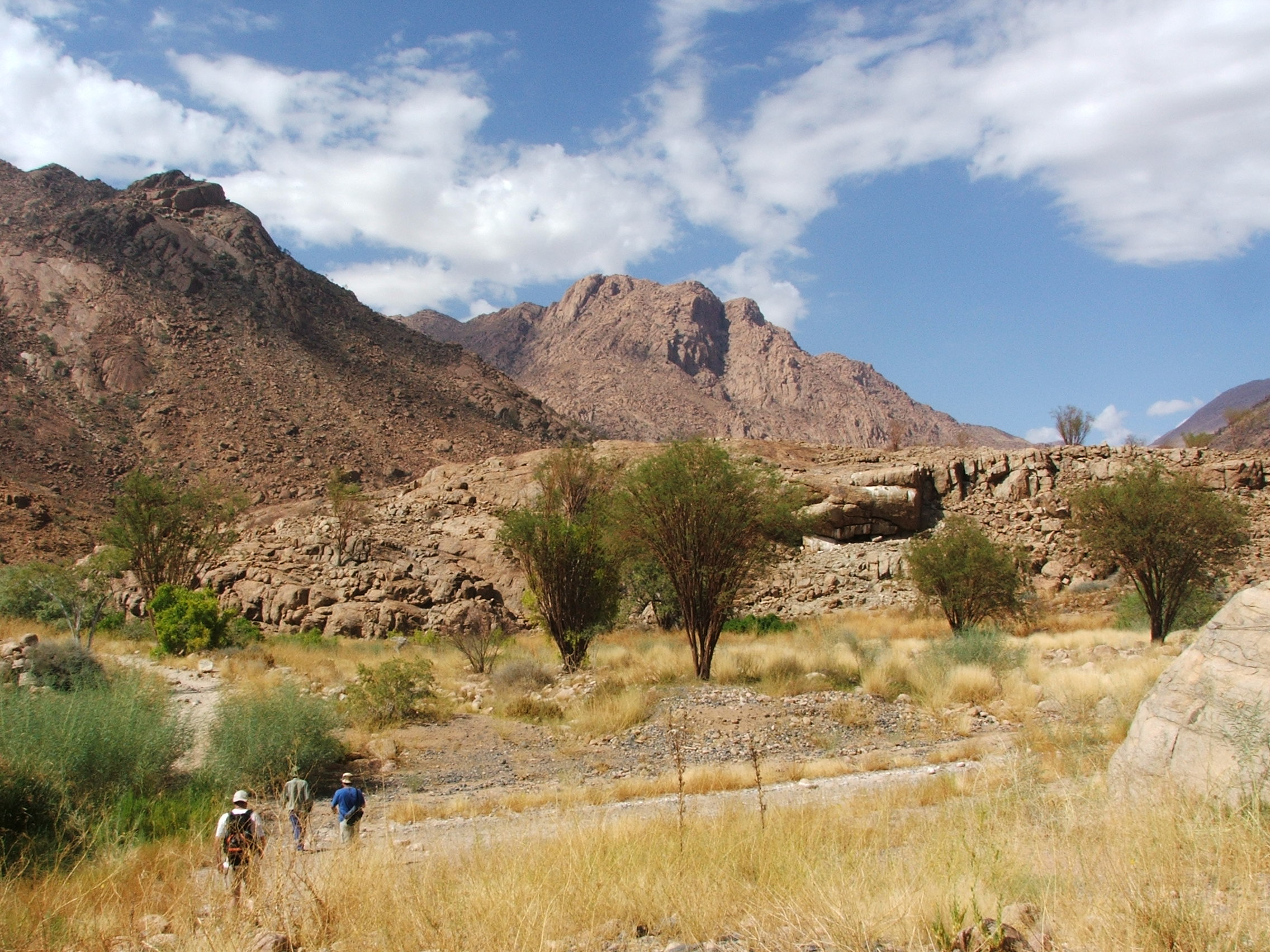
Königstein
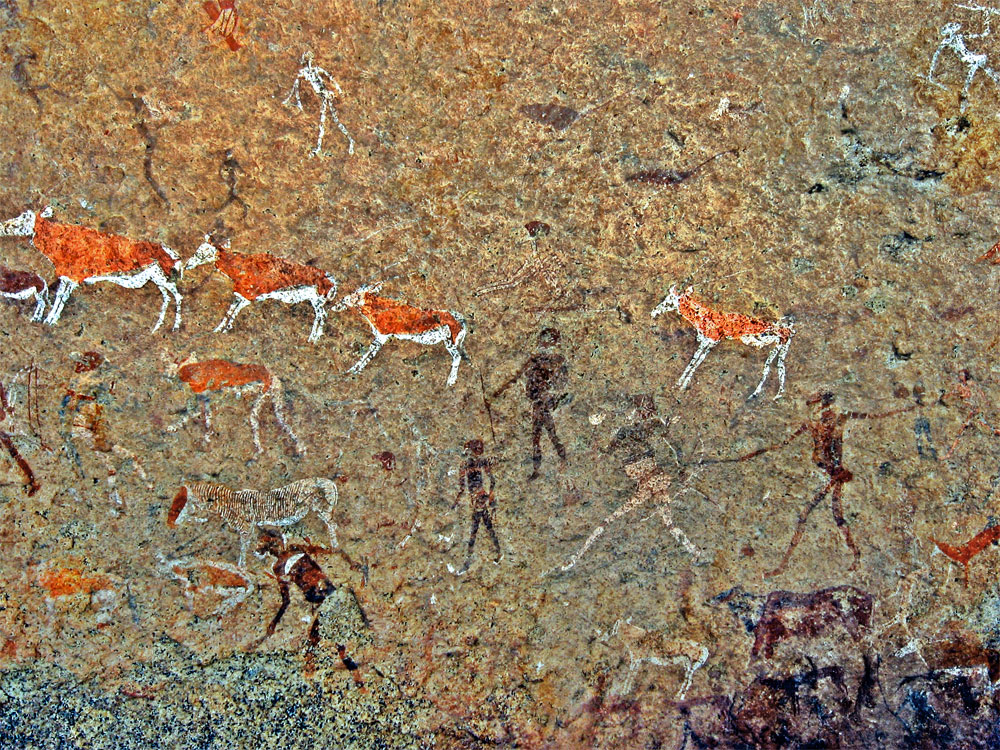
Bílá paní